# World Association for Infant Mental Health
Die World Association for Infant Mental Health (WAIMH)  ist eine internationale Vereinigung von Wissenschaftlern und Klinikern. Ihr Sitz ist an der Universität Tampere, Finnland. Aufgabe der Vereinigung ist es, die seelische Gesundheit von Säuglingen, Klein- und Vorschulkindern zu fördern und dabei spezifisch kulturelle, regionale und soziale Aspekte besonders zu berücksichtigen.
Insbesondere die folgenden Einzelaufgaben sind definiert:
- Erweiterung des Wissens über die geistige Entwicklung und ihre Störungen bei Kindern von der Empfängnis bis zu drei Jahren;
- Verbreitung wissenschaftlicher Erkenntnissen über Dienstleistungen für die Pflege, Intervention und Prävention von psychischen Störungen und Beeinträchtigungen in der Kindheit;
- Verbreitung von evidenzbasiertem Wissen über Möglichkeiten zur Unterstützung des Übergangs zur Elternschaft sowie die gesunden Aspekte von Eltern- und Pflegeumgebungen;
- Internationale Zusammenarbeit von Fachleuten, die sich mit der Förderung der optimalen Entwicklung von Kleinkindern befassen, sowie die Prävention und Behandlung von psychischen Störungen in den ersten Jahren;
- Aspekte von Forschung, Bildung und Interventionen in den oben genannten Bereichen.

Die WAIMH besitzt 58 Mitgliedsorganisationen (WAIMH Affiliates) auf allen Kontinenten. Es ist aber auch eine individuelle Mitgliedschaft möglich. 
Die Gesellschaft für Seelische Gesundheit in der Frühen Kindheit (GAIMH = German-Speaking Association for Infant Mental Health) ist eine dieser Tochtergesellschaften mit Mitgliedern aus der Schweiz, Österreich und Deutschland. Sie wurde 1996 gegründet, eines ihrer Gründungsmitglieder ist der Psychoanalytiker Karl Heinz Brisch.
Die WAIMH veranstaltet regelmäßige Welt-Kongresse, der 16. Kongress findet 2018 in Rom statt. Die zweimonatlich erscheinende Zeitschrift Infant Mental Health Journal ist gemeinsam mit der Michigan Association for Infant Mental Health (MI-AIMH) das offizielle Publikationsorgan der Gesellschaft.
Die WAIMH wurde 1980 als World Association for Infant Psychiatry (WAIP) gegründet. 1985 zum Kongress in Washington wurde sie in Association for Infant Psychiatry and Allied Disciplines (WAIPAD) umbenannt. 1992 änderte sich der Name zu World Association for Infant Mental Health (WAIMH) als Zusammenschluss der WAIPAD mit der International Association for Infant Mental Health (IAIMH).